# Свенссон, Фрида (легкоатлетка)
Оса Фрида Юханссон-Свенссон (швед. Åsa Frida Johansson-Svensson; род. 5 января 1970, Юсдаль, Евлеборг) — шведская легкоатлетка, специалистка по бегу с барьерами. Выступала за сборную Швеции по лёгкой атлетике в 1990-х годах, многократная победительница и призёрка первенств национального значения, участница летних Олимпийских игр в Барселоне.

## Биография
Фрида Юханссон родилась 5 января 1970 года в городе Юсдаль, Швеция. Занималась лёгкой атлетикой в местных клубах Ljusdals IF и Västhälsinge FI.
Впервые заявила о себе на международном уровне в сезоне 1988 года, когда вошла в состав шведской национальной сборной и выступила на юниорском мировом первенстве в Садбери, где в беге на 400 метров с барьерами стала четвёртой.
В 1989 году на юниорском европейском первенстве в Вараждине в той же дисциплине дошла до стадии полуфиналов.
Начиная с 1991 года выступала среди взрослых спортсменок, в частности в этом сезоне побывала на чемпионате мира в Токио — в беге на 400 метров с барьерами остановилась в полуфинале, установив при этом свой личный рекорд в данной дисциплине (55,36).
Благодаря череде удачных выступлений удостоилась права защищать честь страны на летних Олимпийских играх 1992 в Барселоне. В программе барьерного бега на 400 метров благополучно преодолела предварительный квалификационный этап, тогда как в полуфинальном забеге с результатом 55,85 финишировала седьмой и в финал не вышла.
После берселонской Олимпиады Свенссон осталась действующей спортсменкой и продолжила принимать участие в крупнейших международных стартах. Так, в 1993 году она отметилась выступлением на чемпионате мира в Штутгарте, где в беге на 400 метров с барьерами так же дошла до полуфинала.
В 1994 году в той же дисциплине стала полуфиналисткой чемпионата Европы в Хельсинки.
В 1998 году стартовала на чемпионате Европы в Будапеште.
В 1999 году участвовала в чемпионате мира в Севилье, но здесь остановилась уже на предварительном квалификационном этапе.
Завершила спортивную карьеру по окончании сезона 2000 года.
Помимо занятий спортом проявила себя как певица, в 1993 году участвовала в музыкальном конкурсе Melodifestivalen, где на бэк-вокале вместе с Эрикой Юханссон и Марией Акрака исполнила песню «We Are All the Winners» Ника Боргена. Песня в итоге заняла второе место.
Замужем за известным шведским теннисистом Юнасом Свенссоном.